# Sophie LaRochelle

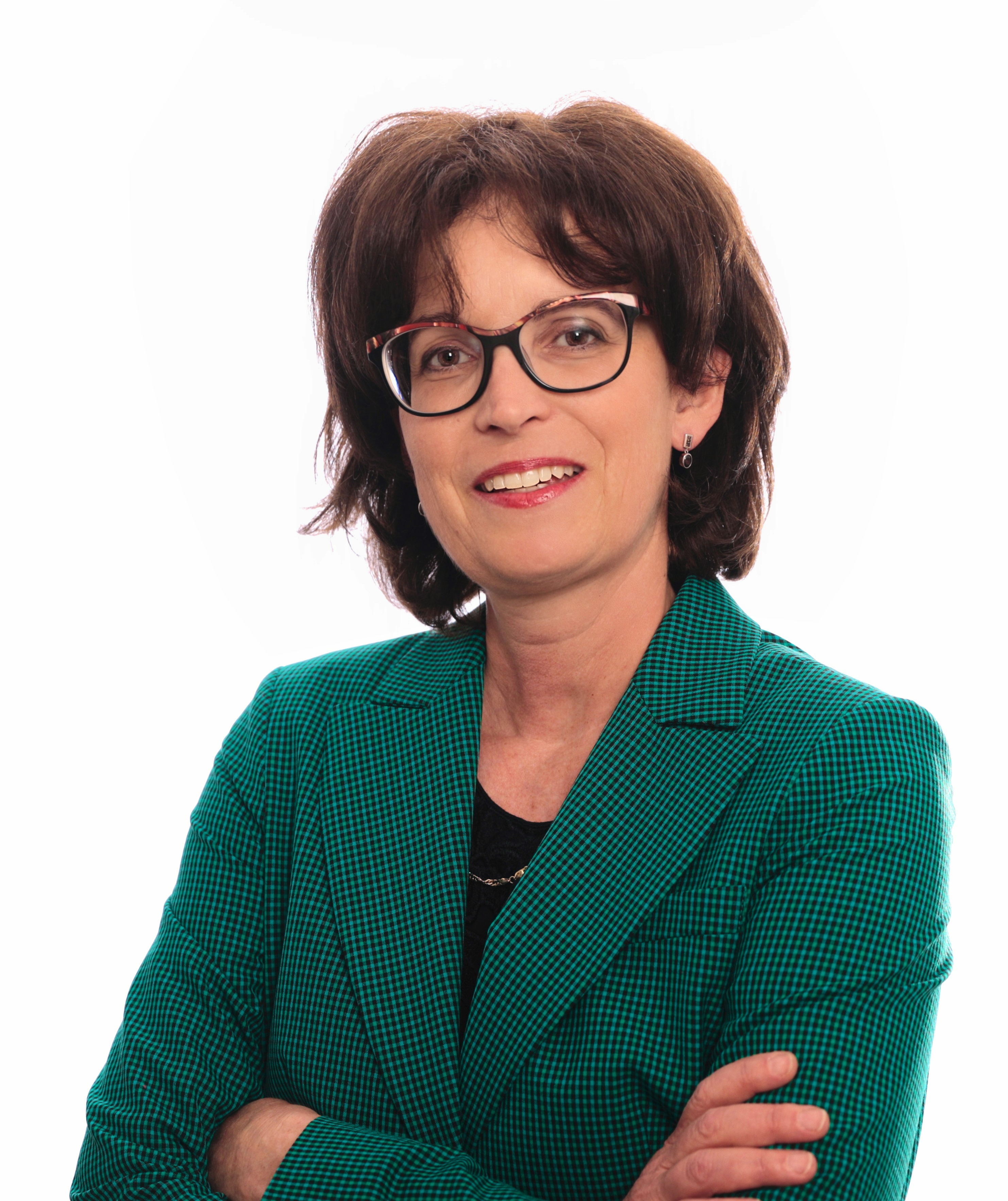
Sophie LaRochelle, 2019

Sophie LaRochelle (* 1964) ist eine kanadische Ingenieurin und Physikerin. Sie Inhaberin eines kanadischen Forschungslehrstuhls und Professorin für Ingenieurwissenschaften an der Universität Laval.  Sie ist auf die Entwicklung von Glasfaserkomponenten für die Signalverarbeitung und Datenübertragung in Telekommunikationsnetzen spezialisiert.

## Studium
LaRochelle erwarb einen Bachelor in Ingenieurphysik und einen Master in Physik an der Universität Laval. Sie promovierte 1992 am College für Optische Wissenschaften der Universität von Arizona in Optik. Ihre Dissertation trug den Titel „Origin and applications of photosensitivity in germanium‐doped silica optical fibers“ (Ursprung und Anwendungen der Lichtempfindlichkeit in mit Germanium dotierten optischen Siliziumfasern).

## Karriere
LaRochelle war zuerst Wissenschaftlerin im Verteidigungsbereich des DRDC Valcartier. Sie wurde 1996 an die Fakultät für Elektrotechnik und Computertechnik der Universität Laval berufen. 2015 wurde sie vom kanadischen Wissenschaftsminister zum Mitglied des Governing Council des Natural Sciences and Engineering Research Council of Canada ernannt. Derzeit ist LaRochelle Direktorin des Center for Optics, Photonics and Lasers (COPL), eines Forschungsnetzwerks in der Provinz Quebec.

## Forschung
LaRochelles Forschungsaktivitäten konzentrieren sich auf Lichtwellenleiter, Faserlasersysteme, integrierte Optik und Glasfasernetze. Sie hat bedeutende Beiträge zur Entwicklung passiver und aktiver Faserbauteile und deren Anwendung in der optischen Signalverarbeitung geleistet. Sie ist bekannt für die Erfindung faseroptischer Komponenten, darunter superstrukturierte Faser-Bragg-Gitter für chromatische Dispersionsausgleicher, Multiwellenlängen-Faserlaser und optische Codemultiplexverfahren. Ihre Arbeiten wurden in mehr als 150 wissenschaftlichen Artikeln veröffentlicht, und sie hat die Forschungsarbeit von mehr als 70 Doktoranden und Postdocs geleitet.

## Auszeichnungen und Ehrungen
LaRochelle war von 2000 bis 2010 Inhaberin des kanadischen Forschungslehrstuhls (Tier 2)  Optical Fiber Communications and Components. Seit 2012 ist sie Inhaberin des kanadischen Forschungslehrstuhls (Tier 1) Advanced Photonics Technologies for Communications.
Im Jahr 2013 wurde sie als Senior Member des Institute of Electrical and Electronics Engineers (IEEE) und 2015 als Fellow der Optical Society aufgenommen. LaRochelle wurde 2019 in den Vorstand der Optical Society gewählt und hat dieses Amt bis 2021 ausgeübt.